# Авъл Хирций
Авъл Хирций (на латински: Aulus Hirtius; * 90 г. пр.н.е.; † 21 април 43 г. пр.н.е. пред Мутина) е римски политик и писател на късната Римска република.
Хирций е като легат през 54 г. пр.н.е. във войската на Гай Юлий Цезар в Галия. През 50 пр.н.е. отива като посланик на Цезар в Рим. По време на гражданската война служи първо при Цезар в Хиспания. 48 пр.н.е. става народен трибун. 47 пр.н.е. е при Цезар в Антиохия, следващата година е претор. 45 пр.н.е. Хирций е управител, с империум на проконсул, на Цизалпийска Галия и Нарбоненсис. Цезар го номинира с Гай Вибий Панза Цетрониан като консул за 43 г. пр.н.е.
Първо привърженик на Марк Антоний, Хирций е привлечен от личния му приятел Марк Тулий Цицерон на сенаторската страна. Той идва с войска, за да нападне Марк Антоний, който по това време обсажда Мутина. Заедно с Октавиан постига оттеглянето на Антоний, но на 21 април е убит в битката. Хирций е почетен с държавно погребение, заедно с Панса, който умира от раните, получени няколко дена преди това.
Хирций вмъква към De Bello Gallico („Записки за Галската война“) на Цезар една осма книга, посветена на приятеля му Луций Корнелий Балб Стари. Той е авторът и на Bellum Alexandrinum. Изглежда не е написал, а само е издател също и на Bellum Africum и Bellum Hispaniense. Кореспонденцията на Хирций с Цицерон е издадена в девет книги, но голяма част е загубена. Цицерон му посвещава един недовършен Dialog De fato („За съдбата“), в който дискутира за възгледите на античните философски школи за човешката съдба.
От 45 пр.н.е. до смъртта си Хирций е Авгур.
През 1938 г. откриват неговия гроб под Palazzo della Cancelleria в Рим.